# Hennadij Kozar
Hennadij Wasylowycz Kozar, ukr. Геннадій Васильович Козар, ros. Геннадий Васильевич Козарь, Giennadij Wasiljewicz Kozar (ur. 25 września 1971 w Dniepropietrowsku) – ukraiński piłkarz, grający na pozycji obrońcy.

## Kariera piłkarska

### Kariera klubowa
Wychowanek Szkoły Piłkarskiej Dnipro Dniepropetrowsk. W 1989 rozpoczął karierę piłkarską najpierw w drużynie rezerw, a w 1991 debiutował w podstawowym składzie Dnipra Dniepropetrowsk. W 1992 został piłkarzem Krywbasa Krzywy Róg. Na początku 1995 powrócił do Dnipra, w którym występował do 2002. Również pełnił funkcje kapitana drużyny. Latem 2002 przeszedł do FK Ołeksandrija. W sezonie 2003/2004 bronił barw Nywy Winnica, po czym powrócił do PFK Oleksandria. W końcu 2004 zakończył karierę piłkarską.

## Sukcesy i odznaczenia

### Sukcesy klubowe
- zdobywca Pucharu Federacji Piłki Nożnej ZSRR: 1989
- finalista Pucharu Federacji Piłki Nożnej ZSRR: 1990
- brązowy medalista Mistrzostw Ukrainy: 1995